# Aproximante lateral uvular sonora
A aproximante lateral uvular sonora é um tipo de som consonantal usado em algumas línguas faladas. O símbolo no Alfabeto Fonético Internacional que representa este som é ⟨ʟ̠⟩, e o símbolo X-SAMPA equivalente é L\_-. ⟨ʟ̠⟩ também pode representar o aproximante lateral da faringe ou epiglote, um som fisicamente possível que não é atestado em nenhum idioma. A letra para um velar traseiro no Alfabeto Fonético urálico, ⟨ᴫ⟩, também pode ser usada.

## Características
- Sua forma de articulação é aproximada, o que significa que é produzida pelo estreitamento do trato vocal no local da articulação, mas não o suficiente para produzir uma corrente de ar turbulenta.[2]
- Seu local de articulação é uvular, o que significa que está articulado com a parte posterior da língua (dorso) na úvula.[2]
- Sua fonação é expressa, o que significa que as cordas vocais vibram durante a articulação.
- É uma consoante oral, o que significa que o ar só pode escapar pela boca.[2]
- É uma consoante lateral, o que significa que é produzida direcionando o fluxo de ar para os lados da língua, em vez de para o meio.[2]
- O mecanismo da corrente de ar é pulmonar, o que significa que é articulado empurrando o ar apenas com os pulmões e o diafragma, como na maioria dos sons.[2]